# Danggogae (métro de Séoul)
Danggogae (hangeul : 당고개 ; hanja : 당고개) est une station de passage de la ligne 4 du métro de Séoul. Elle est située au 305 Sanggye-ro,  quartier de Sanggye-dong, dans l'arrondissement Nowon-gu de Séoul en Corée du Sud.
Ouverte en 1993, elle est desservie par les rames omnibus et express, qui circulent sur la ligne 4.

## Situation sur le réseau

Plan du réseau (2023)

Établie en aérien, la station Danggogae, est une station de passage de la ligne 4 du métro de Séoul : elle est située entre la station ByeollaeByeolgaram, en direction du terminus nord-est Jinjeop, et la station Sanggye en direction du terminus sud-est Oido.

## Histoire
La station terminus Danggogae, de la ligne 4 du métro de Séoul, est mise en service le 21 avril 1993, lors de l'ouverture à l'exploitation des 1,2 km du prolongement depuis l'ancienne station terminus Sanggye.
Danggogae devient une station de passage de la ligne 4 le 19 mars 2022, lors de l'ouverture à l'exploitation des 14,2 km du prolongement jusqu'au nouveau terminus Jinjeop,,.

## Services aux voyageurs

### Accès et accueil
Station aérienne établie au 305 Sanggye-ro, quartier Sanggye-dong. Elle dispose de six bouches numérotées de 1 à 6 situées de part et d'autre de la Sanggye-ro. Elle est équipée d'escaliers, escaliers mécaniques et ascenseurs pour les cheminements entre la station aérienne et le sol. Elle dispose notamment d'une billetterie avec des automates pour l'acquisition de titres de transports.

Installations
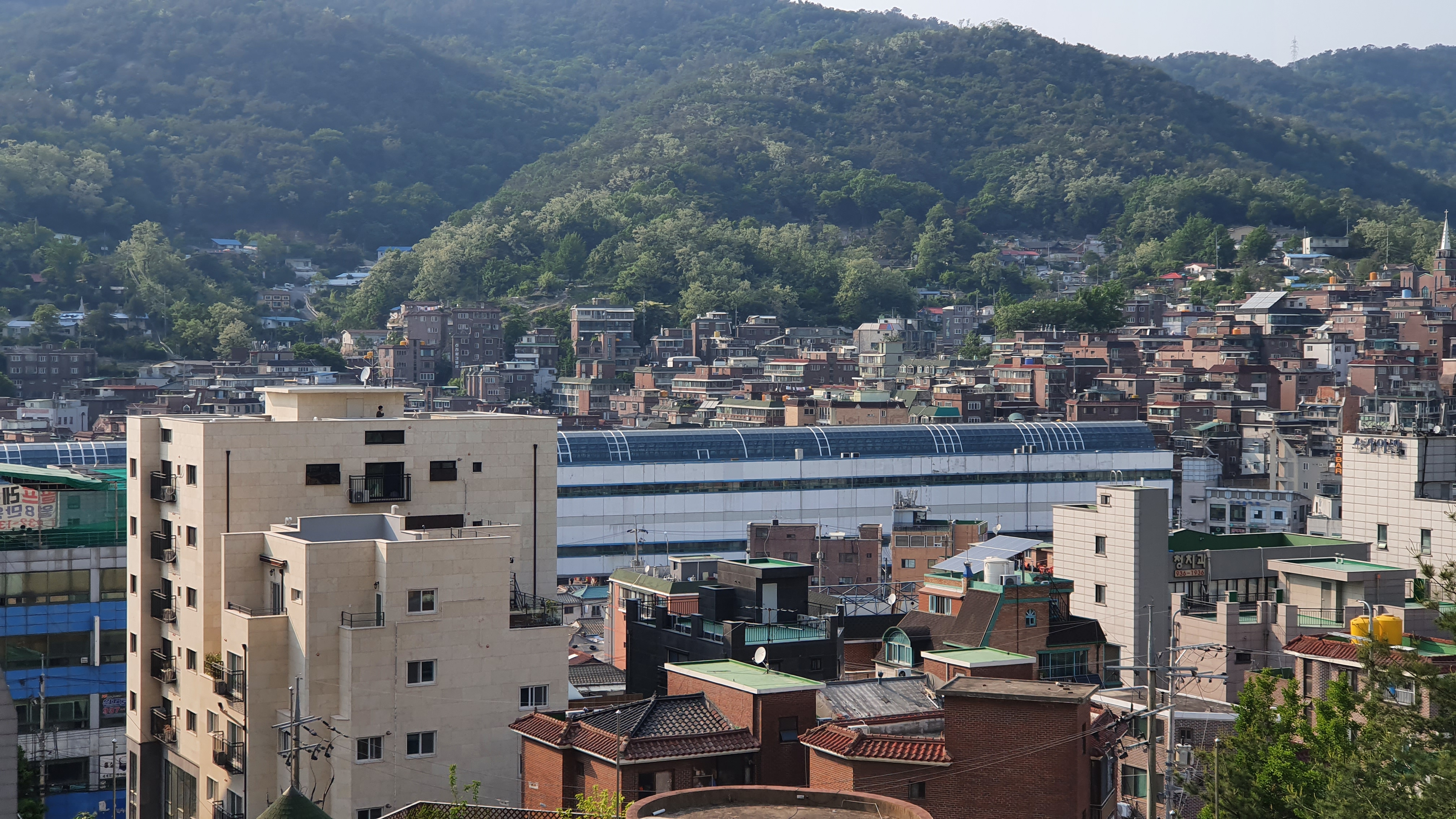
En 2021.
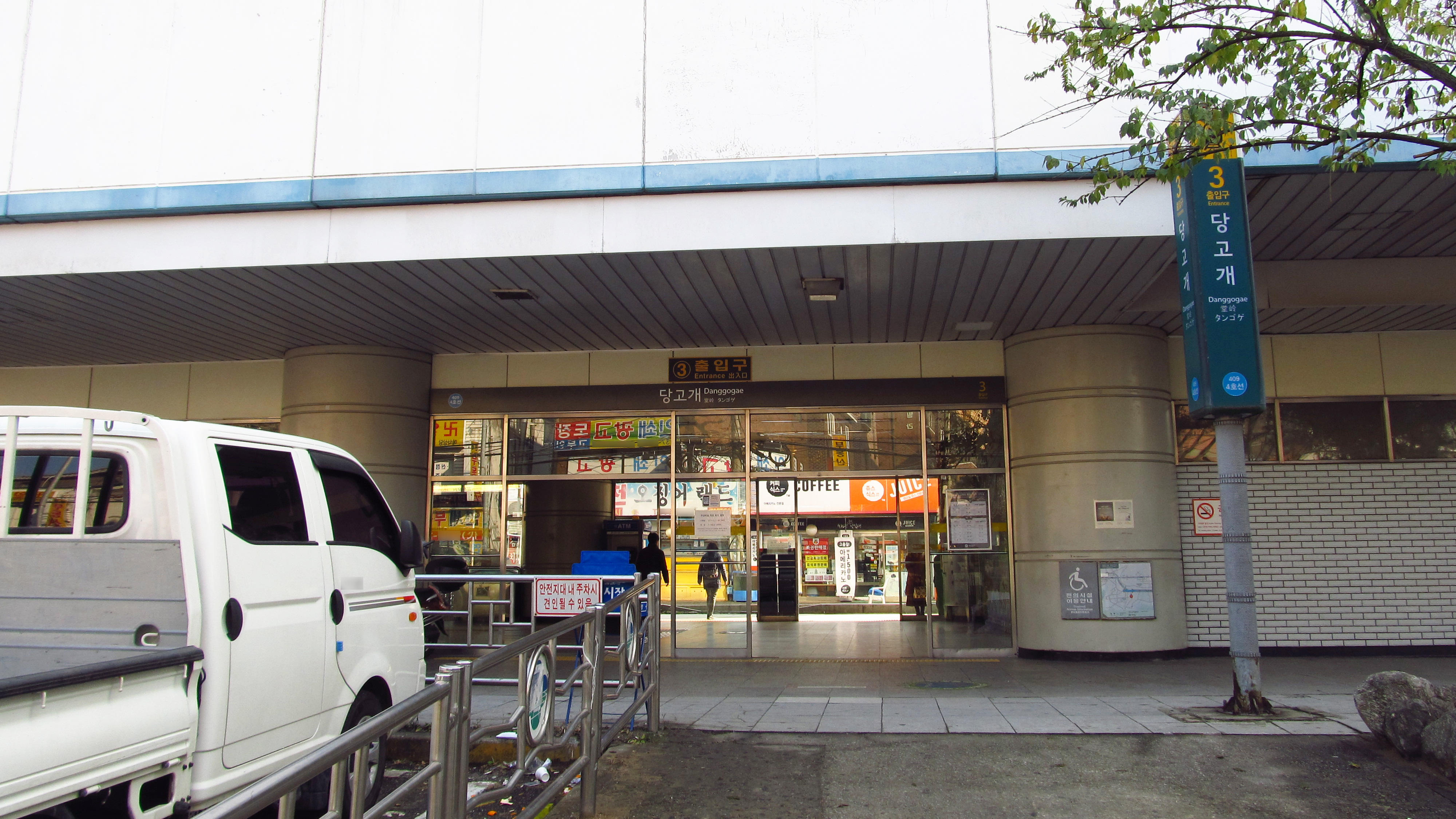
En 2018.
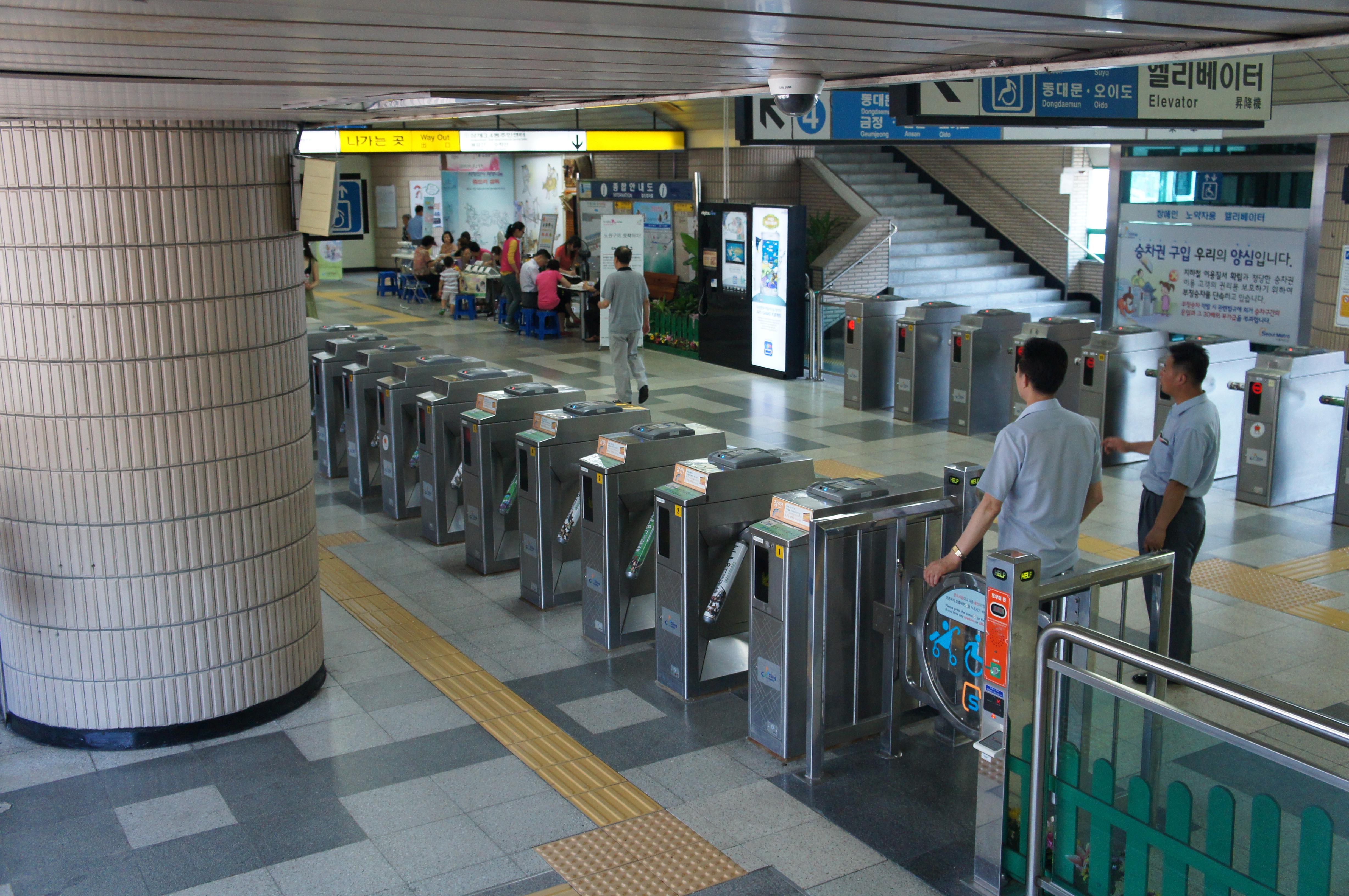
En 2013.

### Desserte
Danggogae est desservie par les rames omnibus et express, qui circulent sur la ligne 4. La station est aménagée avec deux quais latéraux équipés de portes palières.

Installations
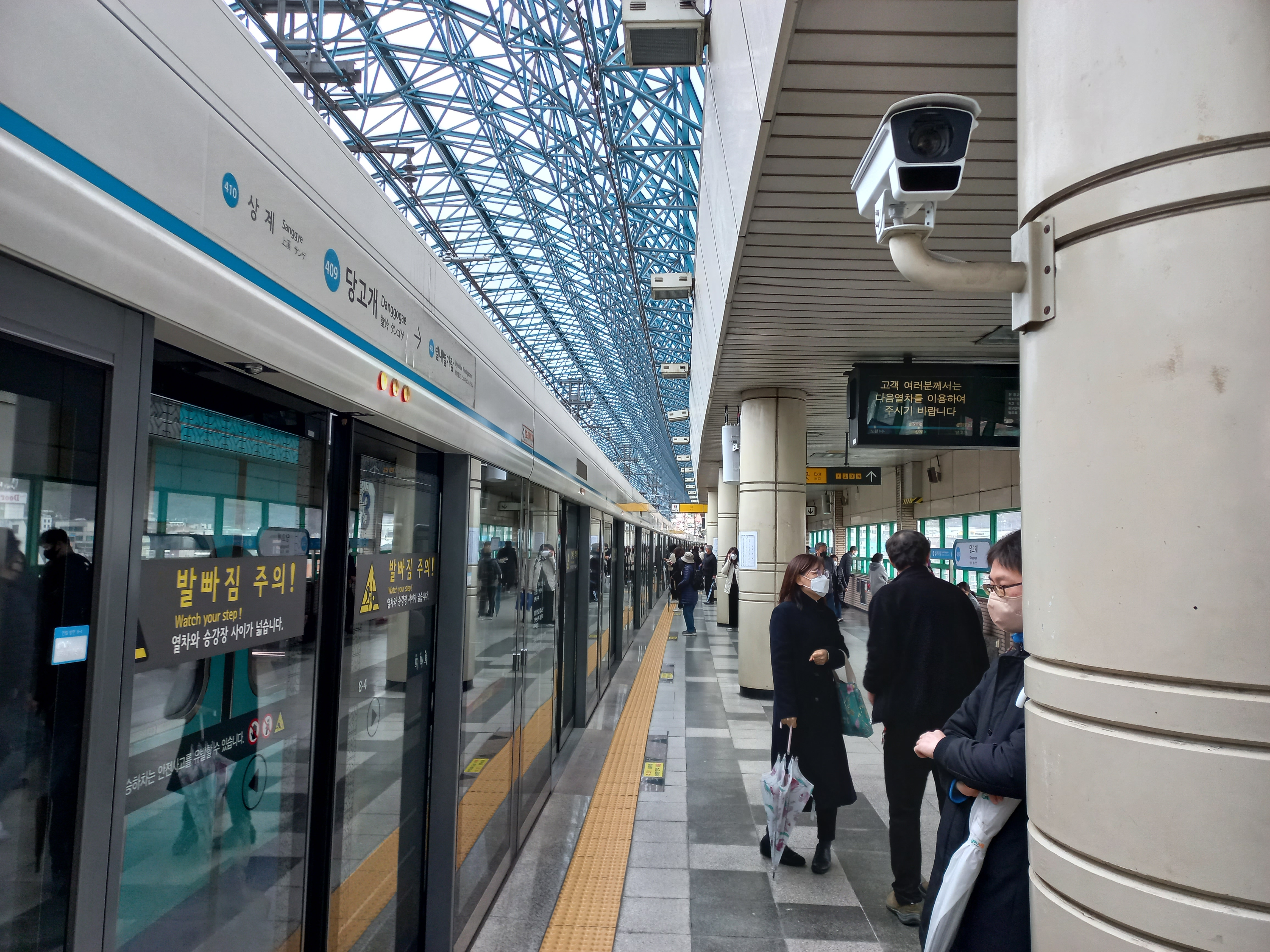
En 2022.
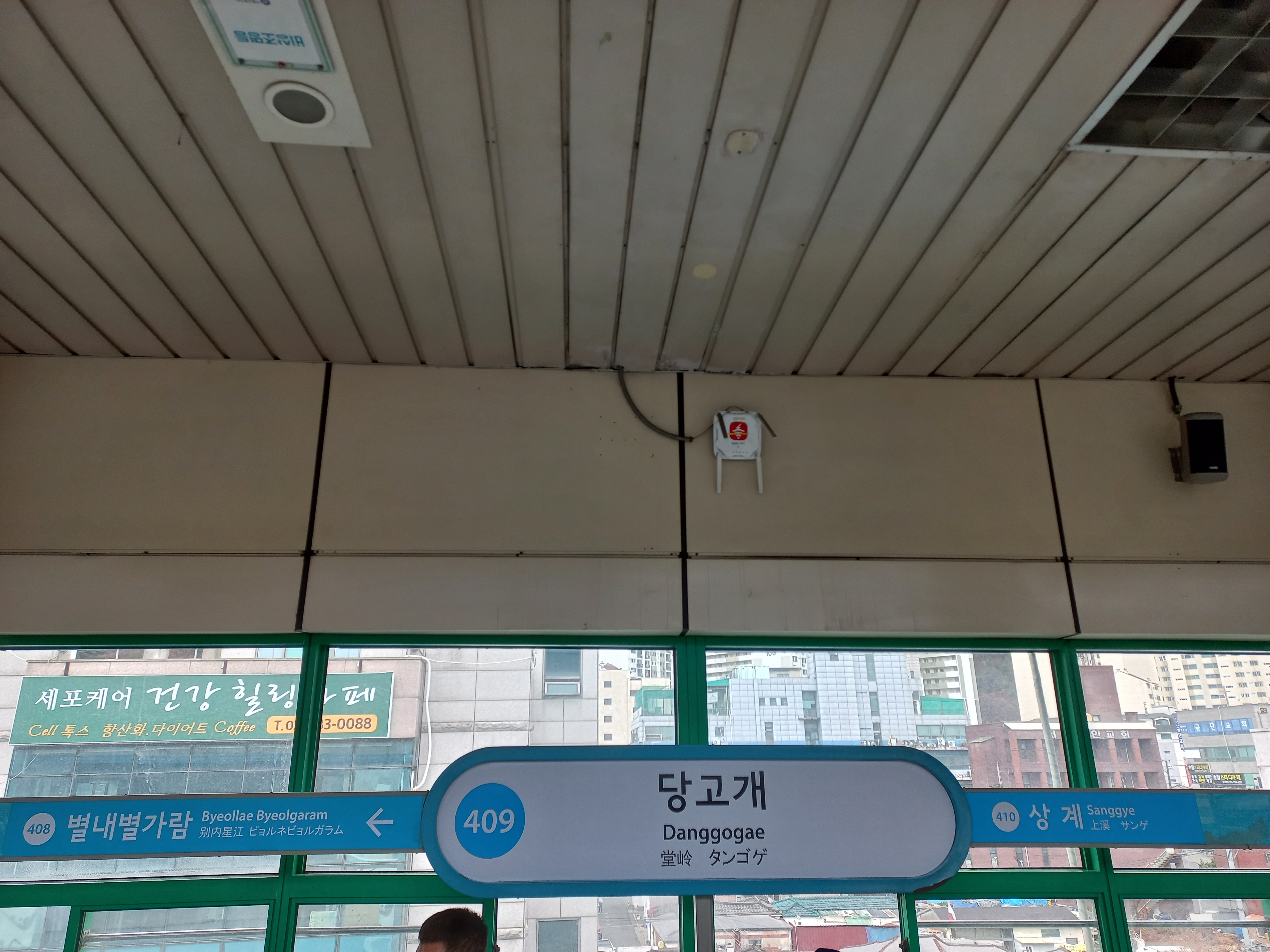
En 2022.
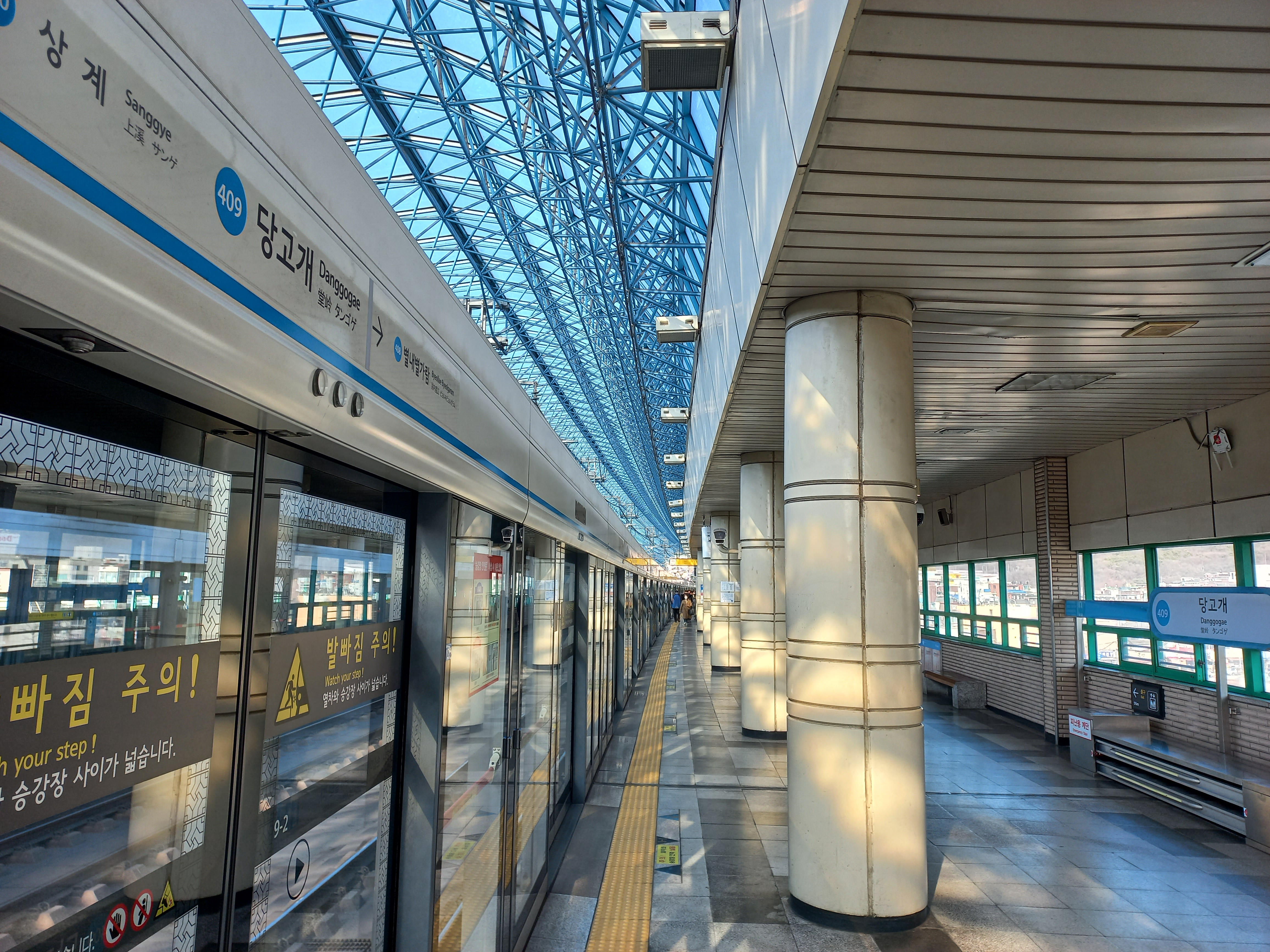
En 2022.

### Intermodalité
Des arrêts de bus sont établis à proximité.